# Thomas de Maizière
Karl Ernst Thomas de Maizière [də mɛˈzjɛʀ] (Bona, 21 de Janeiro de 1954) é um político alemão que serve de Ministro do Interior desde 17 de dezembro de 2013.
Filiado à CDU e foi desde 2005 Ministro da Chancelaria do governo de Angela Merkel. É doutorado em direito, casado e tem 3 filhos.
Desde 3 de Março 2011, Thomas de Maizière é o sucessor de Karl-Theodor zu Guttenberg como Ministro da Defesa da Alemanha.